# Никола Багаш
Никола Багаш или Никола Балдовин Багаш (1354—1384), био је српски племић из 14. века из племићке породице Багаш, господар (жупан) Едесе и Трикала. 
Године 1384, пре него што је његова област потпуно припојена Османском царству, Багаш је на захтев свог Атонског манастира Светог Павла поклонио манастир Месонезиотису код Едесе, заједно са селима, црквама и другом имовином. на захтев његовог брата Антонија. У документу сачињеном том приликом Багаш није користио никакву титулу за себе. Био је ожењен ћерком Радослава Хлапена и добио је Воден (данашња Едеса у Грчкој) у мираз вероватно око 1366—7. Пре 1385. Багаш је постао вазал османског султана Мурата I.
Био је зет Радослава Хлапена, господара из доба Српског царства који је управљао северном Тесалијом односно Бером (Верија) и Воденом (Едеса). Оженивши једну од четири ћерке Радослава Хлапена чије име није познато, Никола је и сам постао господар Водене, негде око 1366-7. године, и Трикалије (Трикале) који се данас налазе на северу Грчке. Спомиње се да је он око 1384. године такође донирао манастир Свете Богородице Мавровске, који се налази близу Kостура, са околним селима и пашњацима.
Никола Балдовин Багаш је могуће Балдовинов унук Никола са надгробне плоче из цркве светог Николе у Врању. Верује се да је та надгробна плоча била изнад тзв. „празног гроба“ што је у средњем веку био обичај ако је великаш сахрањен ван или даклеко од цркве чији је ктитор или приложник, што свакако породица Багаш јесте била.
Багаши су били у пријатељским везама са породицом Бранковић о чему сведочи и чињеница да је Антоније, као монах Арсеније, у манастиру Ватопеду удружио са монахом Романом, тј. Николом Радоњом Бранковићем, најстаријим братом Вука Бранковића и бившим кефалијом града Охрида. Два монаха откупила су од светогорског манастира Kсиропотам (Сува Река) стари опустели манастир Светог Павла. Монаси Арсеније и Роман су овај манастир обновили и учинили га српским књижевним и културним седиштем.